# Poliopastea cyllarus
Poliopastea cyllarus là một loài bướm đêm thuộc phân họ Arctiinae, họ Erebidae.